# Nastri d'argento 2008
Els Nastri d'argento 2008 foren la 63a edició de l'entrega dels premis Nastro d'Argento (Cinta de plata) que va tenir lloc el 14 de juny de 2008 al teatre grecoromà de Taormina. a la inauguració del Taormina Film Fest. Fou presentada per Andrea Osvárt. El major número de nominacions (set) les van obtenir Caos calmo d'Antonello Grimaldi i Tutta la vita davanti de Paolo Virzì.

## Guanyadors

### Millor director
- Paolo Virzì - Tutta la vita davanti
- Antonello Grimaldi - Caos calmo
- Daniele Luchetti - Mio fratello è figlio unico
- Silvio Soldini - Giorni e nuvole
- Gianni Zanasi - Non pensarci

### Millor director novell
- Andrea Molaioli - La noia del llac
- Giorgio Diritti - Il vento fa il suo giro
- Davide Marengo - Notturno bus
- Mohsen Melliti - Io, l'altro
- Silvio Muccino - Parlami d'amore

### Millor productor
- Domenico Procacci (Fandango) pel conjunt de la producció de l'any
- Marco Chimenz, Marco Stabilini i Riccardo Tozzi (Cattleya) pel conjunt de la producció de l'any
- Lionello Cerri (Lumière & co) - Giorni e nuvole i Biùtiful cauntri
- Elda Ferri (Jean Vigo) - I Vicerè i I demoni di San Pietroburgo
- Francesca Cima i Nicola Giuliano (Indigo Film) - La noia del llac

### Millor argument
- Doriana Leondeff i Carlo Mazzacurati - La giusta distanza
- Fabio Bonifacci - Lezioni di cioccolato
- Fabio Bonifacci i Luca Lucini - Amore, bugie e calcetto
- Cristina Comencini, Giulia Calenda i Maddalena Ravagli - Bianco e nero
- Wilma Labate, Francesca Marciano i Carla Vangelista - Signorina Effe
- Anna Negri - Riprendimi

### Millor guió
- Sandro Petraglia - La noia del llac i amb Daniele Luchetti i Stefano Rulli - Mio fratello è figlio unico
- Francesco Bruni i Paolo Virzì - Tutta la vita davanti
- Peter Del Monte i Michele Pellegrini - Nelle tue mani
- Doriana Leondeff, Francesco Piccolo, Federica Pontremoli i Silvio Soldini - Giorni e nuvole
- Michele Pellegrini i Gianni Zanasi - Non pensarci

### Millor actor protagonista
- Toni Servillo - La noia del llac
- Antonio Albanese - Giorni e nuvole
- Elio Germano - Mio fratello è figlio unico i Nessuna qualità agli eroi
- Valerio Mastandrea - Non pensarci
- Nanni Moretti - Caos calmo

### Millor actriu protagonista
- Margherita Buy - Giorni e nuvole
- Cristiana Capotondi - Come tu mi vuoi
- Carolina Crescentini - I demoni di San Pietroburgo i Cemento armato
- Isabella Ragonese - Tutta la vita davanti
- Alba Rohrwacher - Riprendimi

### Millor actriu no protagonista
- Sabrina Ferilli - Tutta la vita davanti
- Anna Bonaiuto - La noia del llac i Bianco e nero
- Anita Caprioli - Non pensarci
- Marina Confalone, Lucia Ragni i Piera Degli Esposti - Tre donne morali
- Angela Finocchiaro - Mio fratello è figlio unico e Amore, bugie e calcetto

### Millor actor no protagonista
- Alessandro Gassmann - Caos calmo
- Giuseppe Battiston - La giusta distanza e Non pensarci
- Massimo Ghini - Tutta la vita davanti
- Luca Lionello - Cover-boy
- Sergio Rubini - Colpo d'occhio

### Millor banda sonora
- Paolo Buonvino - Caos calmo
- Tiromancino - Nero bifamiliare
- Lele Marchitelli - Piano, solo
- Ennio Morricone - I demoni di San Pietroburgo
- Nicola Piovani - Odette Toutlemonde

### Millor fotografia
- Arnaldo Catinari - I demoni di San Pietroburgo i Parlami d'amore
- Roberto Cimatti - Il vento fa il suo giro
- Ramiro Civita - La noia del llac
- Claudio Collepiccolo - Mio fratello è figlio unico
- Nicola Pecorini - Tutta la vita davanti i Tideland

### Millor vestuari
- Milena Canonero - I Vicerè
- Catia Dottori - Hotel Meina
- Nicoletta Ercole - 2061 - Un anno eccezionale i Nero bifamiliare
- Elisabetta Montaldo - I demoni di San Pietroburgo
- Carlo Poggioli (amb Kazuko Kurosawa) - Seda

### Millor escenografia
- Francesco Frigeri - I Vicerè i I demoni di San Pietroburgo
- Davide Bassan - Tutta la vita davanti
- Dante Ferretti i Francesca Lo Schiavo - Sweeney Todd (Sweeney Todd)
- Luca Gobbi - Colpo d'occhio
- Tonino Zera - Hotel Meina i Parlami d'amore

### Millor muntatge
- Mirco Garrone - Mio fratello è figlio unico
- Francesca Calvelli - Signorina Effe
- Giorgio Diritti e Eduardo Crespo - Il vento fa il suo giro
- Ilaria Fraioli - Riprendimi e Vogliamo anche le rose
- Angelo Nicolini - Caos calmo

### Millor so en directe
- Gaetano Carito - Caos calmo
- Stefano Campus i Valentino Gianni - Sonetàula
- Mauro Lazzaro - Riprendimi i Jimmy della collina
- Carlo Missidenti - Il vento fa il suo giro
- Bruno Pupparo - Bianco e nero i Piano, solo

### Millor cançó
- L'amore trasparente de Ivano Fossati - Caos calmo
- ‘O munn va’ de Pino Daniele - La seconda volta non si scorda mai
- Mi persi di Daniele Silvestri - Notturno bus
- Il mondo stretto in una stanza de Daniele Silvestri - Questa notte è ancora nostra
- Pazienza de Gianna Nannini i Pacifico - Riprendimi
- Un altro posto nel mondo de Mario Venuti i Kaballà - Agente matrimoniale
- La mia patria attuale de Massimo Zamboni cantata da Nada - Il mio paese

### Millor pel·lícula europea
- Irina Palm (Irina Palm), dirigida per Sam Garbarski
- Across the Universe, dirigida per Julie Taymor
- Elizabeth: l'edat d'or, dirigida per Shekhar Kapur
- Expiació (Atonement), dirigida per Joe Wright
- La vida en rosa (La Môme), dirigida per Olivier Dahan
- La Graine et le Mulet, dirigida per Abdellatif Kechiche
- Persepolis, dirigida per Marjane Satrapi e Vincent Paronnaud
- 4 luni, 3 saptamini si 2 zile (4 luni, 3 săptămâni şi 2 zile), dirigida per Cristian Mungiu
- Vier Minuten, dirigida per Chris Kraus
- L'escafandre i la papallona (Le scaphandre et le papillon), dirigida per Julian Schnabel

### Millor pel·lícula extraeuropea
- Abans que el diable sàpiga que has mort (Before the Devil Knows You're Dead), dirigida per Sidney Lumet
- The Simpsons Movie, dirigida per Daniel Silverman
- I'm Not There, dirigida per Todd Haynes
- Ratatouille, dirigida per Brad Bird
- No Country for Old Men, dirigida per Joel i Ethan Coen
- Lust, Caution (Se, jie), dirigida per Ang Lee
- Juno, dirigida per Jason Reitman
- Pous d'ambició (There Will Be Blood), dirigida per Paul Thomas Anderson
- Enmig de la Natura (Into the Wild), dirigida per Sean Penn
- Sweeney Todd (Sweeney Todd), dirigida per Tim Burton

### Nastro d'argento al millor documental
- Biùtiful cauntri, dirigida per Esmeralda Calabria, Andrea D'Ambrosio e Peppe Ruggiero
- Civico zero, dirigida per Francesco Maselli
- Le ferie di Licu, dirigida per Vittorio Moroni
- Il mio paese, dirigida per Daniele Vicari
- Vogliamo anche le rose, dirigida per Alina Marazzi

### Nastro d'argento a la carrera
- Piero De Bernardi
- Giuliano Gemma «per inquanta anys d'estil i èxit genuïnament populars»[5]
- Carlo Lizzani «un gran mestre del cinema italià l'any de Hotel Meina»[5]
- Vittorio Storaro «el "Caravaggio" de la fotografia internacional»[5]

### Nastro de l'any
(reconeixement especial assignat a la pel·lícula que representa en el seu caràcter excepcional el "cas" artístic i productiu de l'any)
- Grande, grosso e Verdone, dirigida per Carlo Verdone

### Nastro d'Argento europeu
- Antonia Liskova - Riparo
- Kasia Smutniak - Nelle tue mani

### Premi Guglielmo Biraghi
- Luca Argentero - Lezioni di cioccolato
- Isabella Ragonese - Tutta la vita davanti
- Andrea Miglio Risi - Grande, grosso e Verdone
- Valentina Lodovini - La giusta distanza